# Manfred Schneider (Ruderer)

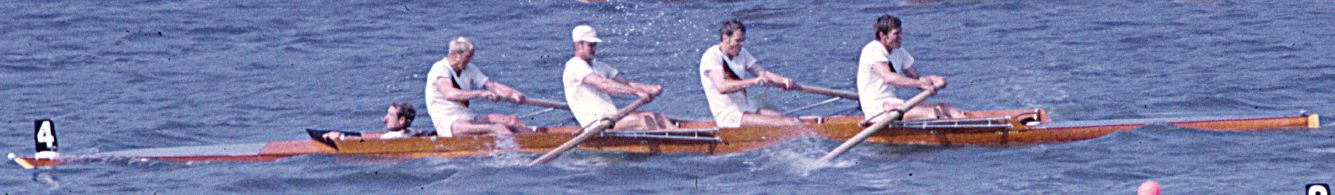
Manfred Schneider (Dritter von links) im Jahr 1971

Manfred Schneider (* 9. Oktober 1941 in Schwerin) ist ein ehemaliger Ruderer aus der Deutschen Demokratischen Republik, der 1972 eine olympische Bronzemedaille mit dem Achter gewann.
Manfred Schneider begann bei der SG Dynamo Schwerin und wechselte dann zu Trainer Elmar Antony beim SC Dynamo Berlin. In den 1960er Jahren belegte Schneider mehrfach dritte Plätze bei DDR-Meisterschaften im Einer und im Doppelzweier, erst relativ spät in seiner Karriere wechselte Schneider zu den Riemenbooten. Bei den Olympischen Spielen 1968 belegte er mit dem DDR-Achter den siebten Platz. 1970 gewann er mit dem Achter seinen ersten DDR-Meistertitel. 1971 stellt Antony einen neuen Vierer mit Steuermann zusammen: Harold Dimke als Schlagmann, Manfred Schneider, Manfred Schmorde, Hartmut Schreiber und Steuermann Dietmar Schwarz gewannen nicht nur bei den DDR-Meisterschaften den Titel, sondern belegten auch bei den Europameisterschaften in Kopenhagen den zweiten Platz hinter dem bundesdeutschen Bullenvierer mit Peter Berger am Schlag.
1972 wechselte der komplette Vierer in den Achter, der bei den Olympischen Spielen auf der Regattastrecke Oberschleißheim in der Besetzung Hans-Joachim Borzym, Jörg Landvoigt, Harold Dimke, Manfred Schneider, Hartmut Schreiber, Manfred Schmorde, Bernd Landvoigt, Heinrich Mederow und Dietmar Schwarz antrat. Der Achter belegte im Vorlauf den dritten Platz hinter den Booten aus der Sowjetunion und aus den Niederlanden, gewann aber sein Halbfinale vor den Booten aus der Sowjetunion und aus den Vereinigten Staaten. Im Finale siegten die Neuseeländer, mit sechs Hundertstelsekunden Rückstand auf die Vereinigten Staaten erruderten die DDR-Ruderer die Bronzemedaille.
Manfred Schneider ist mit der Ruderin Inge Schneider (geb. Gabriel) verheiratet. Der gelernte Bootsbauer studierte später Staatswissenschaften und arbeitete bei der Sportvereinigung Dynamo in der Finanzabteilung.